# 蕭遙昌
蕭 遙昌（しょう ようしょう、生年不詳 - 498年）は、南朝斉の皇族。豊城公。字は季暉。

## 経歴
始安靖王蕭鳳（蕭道生の長男で、明帝蕭鸞の兄）の子として生まれた。秘書郎を初任とした。太孫舎人・給事中・秘書丞を歴任した。延興元年（494年）、黄門侍郎に任じられた。任につかないうちに、持節・都督郢司二州諸軍事・寧朔将軍・郢州刺史となった。同年（建武元年）、冠軍将軍の号を受け、豊城県公に封じられた。都督豫州郢州之西陽司州之汝南二郡諸軍事・征虜将軍・豫州刺史に転じた。建武2年（495年）、北魏の孝文帝が寿春に進攻してくると、遙昌は参軍の崔慶遠と朱選之を孝文帝のもとに送って交渉させ、攻撃を回避した。
永泰元年（498年）、遙昌は死去した。車騎将軍・儀同三司の位を追贈された。諡は憲公といった。

## 伝記資料
- 『南斉書』巻45 列伝第26
- 『南史』巻41 列伝第31